# Дробик Надія Михайлівна
Надія Михайлівна Дробик (нар. 1967, с. Погрібці, Україна) — українська біологиня, біотехнологиня, докторка біологічних наук (2009), професорка (2013). Заслужений діяч науки і техніки України (2022), нагрудний знак «Відмінник освіти України» (2017).

## Життєпис
Надія Дробик народилася 1967 року в селі Погрібцях, нині Зборівської громади Тернопільського району Тернопільської области України.
Закінчила Тернопільський державний педагогічний інститут (1989). Відтоді в цьому виші: викладачка (від 1989), декан хіміко-біологічного факультету (від 2013), за сумісництвом — професор катедри загальної біології та методики навчання природничих дисциплін; завідувачка лабораторії екології та біотехнології (1998).

## Доробок
Авторка більше 350 наукових та навчально-методичних праць, у т. ч.: 6 патентів України, більше 20 навчальних посібників та методичних рекомендацій.
Членка редколегії журналів «Вісник Українського товариства генетиків і селекціонерів ім. М.І. Вавилова», «Фізіологія рослин та генетика», «Вісник Київського національного університету імені Тараса Шевченка. Інтродукція та збереження рослинного різноманіття», заступниця головного редактора фахових видань «Наукові записки» Тернопільського національного педагогічного університету ім. Володимира Гнатюка. Серія: біологія», «Фактори експериментальної еволюції організмів».
Віце-президент Українського товариства генетиків і селекціонерів ім. М.І. Вавилова, Голова Тернопільського обласного відділення Українського товариства генетиків і селекціонерів ім. М.І. Вавилова та Тернопільського обласного відділення Всеукраїнського товариства клітинних біологів та біотехнологів, член вченої ради ТНПУ імені Володимира Гнатюка, голова вченої ради хіміко-біологічного факультету ТНПУ імені Володимира Гнатюка та ін.
Наукові інтереси: біотехнологія рослин, цитогенетика та молекулярна генетика, каріосистематика та геносистематика, популяційна біологія, екологічна освіта і виховання.

## Нагороди
- заслужений діяч науки і техніки України (30 вересня 2022) — за значний особистий внесок у розвиток національної освіти, підготовку кваліфікованих фахівців, мужність і самовідданість, виявлені у захисті суверенітету та територіальної цілісності України, багаторічну плідну педагогічну діяльність та високий професіоналізм[3];
- гордість ТНПУ (2022)[4];
- стипендіатка Кабінету Міністрів України для молодих вчених (1994—2002);
- міжнародна відзнака «Соросівський молодий вчений і викладач» (1998);
- індивідуальний грант фонду Дж. і К. Макартурів для проведення наукових досліджень (1999).